# Alternària
Alternària (Alternaria) és un gènere de fongs ascomicots de la família Pleosporaceae, classe Dothideomycetes. Aquest gènere inclou espècies que poden ser sapròfites o patògenes, que es poden trobar al sòl, a matèria en descomposició i a l'aire.
Les espècies d'Alternaria són un dels principals patògens de les plantes i entre altres malalties són responsables de la capa de fumagina. Aquests fongs provoquen almenys el 20% dels danys en l'agricultura, especialment en cultius com la patata, el tomàquet i cítrics, on redueixen el rendiment i la qualitat dels fruits i interfereixen en les vies metabòliques, afectant el creixement de les plantes. Per defensar-se, les plantes activen mecanismes com la immunitat innata i respostes hormonals regulades per diverses molècules senyalitzadores. Estratègies de control basades en la biotecnologia, s'estan utilitzant per millorar la seva resistència a patògens com Alternària.
A més dels danys a nivell de producció agrícola, aquest fong també és responsable de la producció de diverses micotoxines que juguen un paper important a nivell de control alimentari, ja que hi ha recomanacions sobre els nivells permesos d'aquestes en els aliments.A banda del seu paper en la indústria alimentària, un punt de gran importància són les afectacions a la salut humana, ja que algunes espècies petites d'Alternaria, com A. alternata, són al·lergògens i poden causar la febre del fenc o hipersensibilitat, i poden induir símptomes al·lèrgics com l'asma i la rinitis al·lèrgica, especialment en persones amb sensibilitat als fongs. També poden causar infeccions oportunistes en persones immunodeprimides, com els pacients sotmesos a trasplantaments. En humans i altres animals es fa servir el terme alternariosi pels danys causats per aquests fongs.

## Distribució
Aquest gènere està àmpliament estès al medi ambient, amb variacions significatives en la seva distribució a Europa segons el clima local, els patrons de vegetació i la gestió del paisatge. Al sud d'Europa, la temporada d'espores pot començar al voltant d'abril o maig, mentre que al nord pot començar entre juny i juliol, amb una durada més curta al nord que al sud. Encara que la presència d'espores d'alternària a Catalunya s'estén durant tot l'any, aquesta és major durant l'estiu i la tardor, sobretot en ambients rurals.
La concentració d'espores d'alternària a l'aire està influenciada principalment per la gestió local del paisatge i el tipus de vegetació, en lloc de les variacions meteorològiques anuals. Les operacions agrícoles, com la collita de cultius, poden augmentar significativament la quantitat d'espores a l'atmosfera.

## Cicle de vida d'alternària
Alternària té un cicle de vida predominantment asexual. Les espores asexuals, anomenades conidis, es produeixen en cadenes i es dispersen a través de l'aire i el sòl. Aquestes espores germinen en condicions ambientals adequades, establint infeccions tant en plantes mortes com en plantes vives. Encara que alternària és conegut principalment per la seva reproducció asexual, també s'han observat indicis de diversitat genètica significativa que podrien suggerir processos sexuals en algunes espècies.
La imatge il·lustra el cicle de vida d'alternària, un fong fitopatogen que afecta diversos cultius. El cicle comença amb la dispersió dels conidis (espores asexuals) per aire o aigua (1), que germinen en condicions favorables de temperatura i humitat. Les espores germinades penetren en els teixits de la planta, com les fulles, mitjançant ferides o estomes (2). A l'interior dels teixits, el fong produeix toxines i enzims que descomponen les cèl·lules, causant necrosi (3), i es formen lesions en les parts afectades.
A mesura que la infecció avança, alternària desenvolupa conidiòfors, estructures reproductives asexuals que produeixen més conidis, els quals es dispersen fàcilment pel vent o aigua per infectar noves plantes (4). En algunes condicions, algunes espècies d'Alternaria poden desenvolupar una fase sexual, en la qual es formen ascòspores, espores sexuals que poden donar inici a noves infeccions (5). Finalment, en condicions desfavorables, el fong sobreviu en els residus vegetals i en el sòl com a miceli o conidis inactius, i pot reactivar-se quan les condicions ambientals tornin a ser favorables (6).
Les espores d'alternària es dispersen principalment a través de l'aire, i la seva concentració pot augmentar en condicions càlides i humides. Aquest procés de dispersió és essencial per a la seva supervivència i propagació, ja que les espores poden viatjar llargues distàncies i colonitzar nous hostes o restes orgàniques en descomposició.

## Taxonomia
El gènere Alternaria inclou més de 250 espècies acceptades dins de 26 seccions. Ha estat descrit per primera vegada a l'any 1816 per Nees amb Alternaria tenuis com espècie tipus. Històricament, aquest gènere ha estat embolicat en un complex debat taxonòmic que encara no termini. La incorporació de tecnologies moleculars lluny de simplificar el procés va afegir nous desafiaments, intensificant la discussió actual sobre la seva classificació taxonòmica. Per això, la identificació d'espècies actualment requereix un enfocament polifàsic que inclogui característiques morfològiques, anàlisis moleculars i fins i tot bioquímiques a través de perfils de metabòlits secundaris. El que ha demostrat ser eficaç en la classificació d'espècies complexes, especialment per diferenciar les espècies d'espores petites.

### Característiques morfològiques d'alternària
Les espècies del gènere Alternaria es caracteritzen per ser hifomicets alternarioides, un terme que fa referència a les seves característiques morfològiques distintives, especialment en els conidiófors, els conidis i les colònies.
Els conidiófors poden ser macronematosos (llargs i vistosos) o mononematosos (solitaris i menys visibles), i es poden presentar com a estructures simples o ramificades. Aquesta variabilitat en la seva estructura facilita la dispersió dels conidis en diferents condicions ambientals.
Els conidis, per la seva banda, són típicament multicel·lulars, amb una pigmentació de color fosc i normalment són dictiosporats, és a dir, amb septes transversals i longitudinals. Tot i això, algunes espècies poden produir conidis fragmosporats, que només presenten septes transversals. Aquests conidis es poden també trobar-se organitzats en cadenes (agrupats) o de manera individual. Pel que fa a la seva morfologia, mostren una gran diversitat de formes: poden ser ovoides, obovoides, cilíndrics, el·lipsoides estrets o lanceolats, i poden tenir o no un "bec" (prolongació en l’extrem apical). A més, la seva textura pot ser llisa o berrugosa, depenent de l’espècie.

Les colònies d'alternària solen ser de colors variats, com ara gris, verdós, oliva fosc o marró negrós, i poden presentar un miceli immers o superficial, depenent de les condicions de creixement i del substrat.

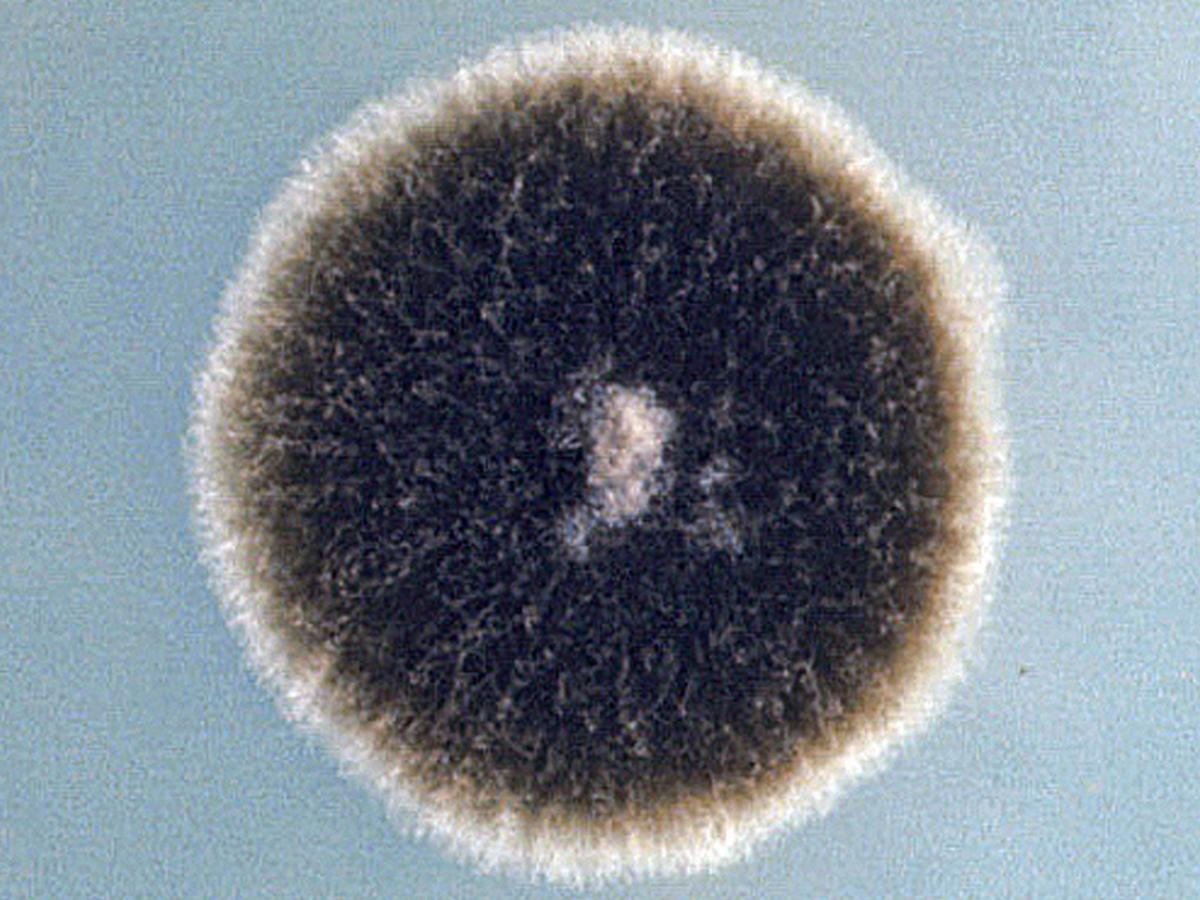
Colònia d'Alternaria alternata cultivada en una placa de Petri
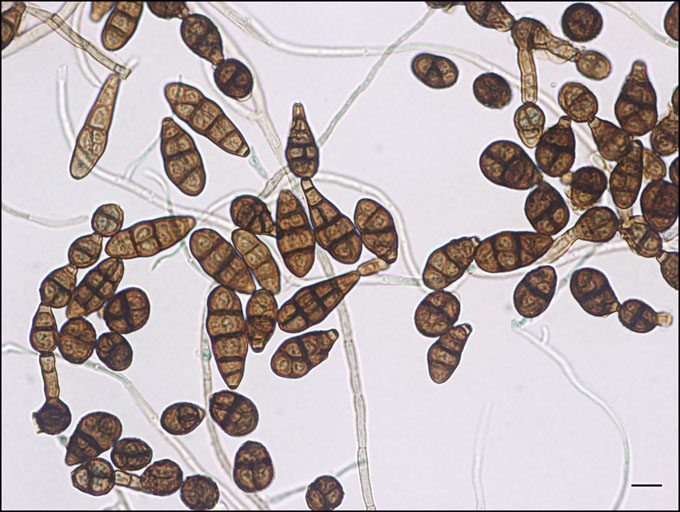
Conidis d'Alternaria spp. mostrant septes transversals i longitudinals característics. A més presenten pigmentació marró fosca i la estructura segmentada.

### Taxonomia morfològica
Els mètodes tradicionals d'identificació de les espècies d'alternària es basen principalment en característiques morfològiques de les estructures reproductives (conidis) i patrons d'esporulació, incloent-hi forma, color, mida, septació i ornamentació. Un caràcter morfològic útil i actualment utilitzat per a les primeres fases de identificació, es la classificació d`acord amb la mida del conidi en 2 grups, espores grans (60-100 µm) i espores petites (<60 µm). Moltes de les espècies d'espores petites són cosmopolites, saprotrofes, patògenes de plantes, al·lergògenes, productores de micotoxines i són les més comunament reportades en aliments.

### Taxonomia molecular
Diferents estudis moleculars han examinat les relacions taxonòmiques entre espècies d'alternària utilitzant diversos mètodes per intentar establir un consens. La majoria s'han centrat en les espècies d'alternària d'espores petites en cadena, que mostren poca resolució en la seva filogènia molecular a causa de factors com la recombinació i la transferència horitzontal de gens.
Tècniques moleculars com l'anàlisi de gens de manteniment (house keeping genes) que es fan servir per identificar espècies en altres gèneres de fongs no són útils perquè no aconsegueixen diferenciar bé les espècies d'alternària d'espores petites com les de la secció Alternaria alternata, amb l'excepció de la secció Alternaria infectoria perquè si ofereix una bona resolució.
Anàlisis com els Random Amplified Polymorfic DNA (RAPD) i  Polymerase Chain Reaction Fragment Length Polymorphism (PCR-RFLP) han demostrat ser més efectives en la diferenciació d'espècies d'espores petites i grans.

### Quimiotaxonomia
A causa de la capacitat d'alternària de biosintetitzar una gran varietat de compostos, la producció de metabòlits secundaris és un caràcter quimiotaxonòmic rellevant per la classificació i identificació d'espècies. Aquests metabòlits pertanyen a 3 grups estructurals diferents: derivats de la dibenzopirona, les altertoxines i un derivat de l'àcid tetramic.
Tècniques com la cromatografia líquida d'alta resolució amb detecció de diodo (HPCL-DAD) i la seva combinació amb la espectrometria de masses (HPLC-MS) permeten caracteritzar els perfils metabòlics específics en medis de cultiu estandarditzats. Aquests mètodes han demostrat ser ràpids, econòmics i efectius especialment per la identificació d'espècies amb perfils químics singulars, facilitant la diferenciació entre espècies relacionades.

## Micotoxines d'alternària
Aquest gènere pot produir fins a 70 tipus de metabòlits tòxics, incloent-hi micotoxines que poden contaminar productes alimentaris i ser perjudicials tant per a les plantes com per als humans i els animals. Sota unes condicions concretes de temperatura i humitat aquestes micotoxines es poden acumular a les parts comestibles de la plantasent perjudicials tant per la planta com pels animals i humans que la consumeixin.

### Alternariol, alternariol monometil èter i altenuè
Aquestes metabòlits son derivats de la dibenzopirona. Es poden acumular als cereals i ser un factor de risc per el desenvolupament de càncer d'esòfag. A diversos estudis In vitro, s'ha vist que l'alternariol (AOH) i alternariol monometil èter (AME) tenen capacitat de causar mutagenicitat i transformació cel·lular a les cèl·lules de l'epiteli esofàgic. Aquestes micotoxines indueixen danys oxidatius en l'ADN i trencaments de cadenes d'ADN, ja que dificulten l'acció de les topoisomerases que son uns enzims crucials per mantenir l'estabilitat de l'ADN durant la seva transcripció i replicació.
En quant a l'altenuè (ALT) hi ha molt poques dades però indiquen que té una toxicitat aguda baixa i una activitat antimicrobiana de baixa a moderada. No obstant això, es coneixen les seves propietats antimicrobianes, que poden tenir aplicacions en el control de microorganismes patògens. Tot i així, la seva toxicitat subcrònica i crònica en organismes animals i humans requereix més recerca per establir-ne els riscos associats a llarg termini per la seva capacitat de generar estrès oxidatiu en sistemes biològics.

### Àcid tenuazònic

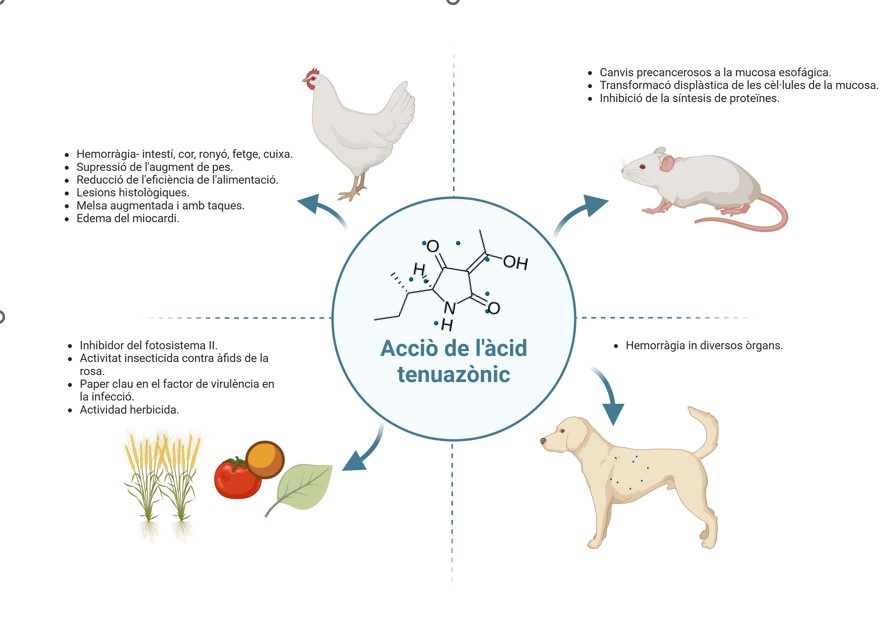
Efectes de l'àcid tenuazònic (TeA) en vegetals i models animals. Es mostren les alteracions fisiològiques i bioquímiques induïdes per l'exposició al TeA en espècies vegetals i animals.

L'àcid tenuazònic (TeA) és la micotoxina d'Alternaria més tòxica, associada a problemes com hemorràgies i risc de càncer d'esòfag. El seu mecanisme d'acció és impedir la síntesi peptídica i a les plantes, també inhibeix el fotosistema II. Tot això provoca una gran acumulació d'espècies reactives d'oxigen (ROS), el que causa danys cel·lulars irreversibles com la degradació de la clorofil·la, peroxidació lipídica, trencament de la membrana plasmàtica, trencament d’ADN i disfunció dels orgànuls, que finalment condueixen a la destrucció ràpida de cèl·lules i necrosi foliar. Aquests fongs produeixen danys greus en cereals com el blat, ordi i arròs. La ingestió pot causar toxicitat en persones i animals.

### Toxines especifiques
Algunes espècies d'aquest gènere produeixen toxines específiques segons l'hoste que infecten, causant  la mort cel·lular a les plantes sensibles. Aquestes toxines desencadenen danys en la membrana plasmàtica, mitocondris i altres orgànuls cel·lulars, provocant necrosi i l'aparició de lesions visibles a la planta.
Les plantes susceptibles al patogen són sensibles a la toxina, en el cas de A. arborescens que afecta a la tomaquera, produeix les toxines AAL. Aquestes son micotoxines anàlogues a l'esfinganina (SAMT), que és el precursor de l'esquelet dels esfingolípids. Les toxines AAL inhibeixen l'activitat de la ceramida sintasa, que participa en la biosíntesi dels esfingolípids. Això pot provocar una acumulació de metabòlits tòxics, que poden desencadenar diverses condicions patològiques, incloent apoptosi. Això es tradueix en toxicitat per a mamífers i potencialment pot causar problemes de salut si aquestes toxines es troben en aliments contaminats.

## Afectacions d'alternària en l'agricultura
Alternària pot infectar una gran varietat de cultius, incloent-hi cereals, hortalisses i fruiters, tant de tipus llenyós com herbaci. La infecció es pot produir tant abans com després de la collita, i durant l'emmagatzematge de l'aliment, causant pèrdues econòmiques significatives. Donat que Alternaria pot créixer a temperatures des de -3 °C fins a 35 °C, també pot causar alteracions en aliments vegetals emmagatzemats en condicions de refrigeració o congelació.

### Tomaquera i patatera
Ambdues plantes pertanyen a la família Solanacea i comparteixen susceptibilitat a les mateixes malalties causades per alternària, principalment la taca negra i la taca foliar. S'ha observat una incidència diferent segons el tipus de planta i la distribució geogràfica.
La taca negra es caracteritza per lesions foliars de color marró fosc o negre, afavorides per climes càlids i plujosos. Espècies com A. alternata, A. arborescens i A. tennuissima estan associats a aquesta malaltia.
Per altra banda, la taca foliar provoca també lesions amb de anells concèntriques a les fulles, i es relaciona amb espècies com A. solani, A. grandis, A. linariae, A. protenta i A. Alternacida . En el cas del tomàquet, és recomanable mantenir-los a temperatura de refrigeració per evitar la infecció postcollita.

### Cítrics
Les espècies A. alternata, A. citri i A. limícola, provoquen malalties en els cítrics com la podridura en els fruits, taca marró en mandarines, taca foliar en llimoner rugós i taca foliar general en cítrics. La podridura afecta la columel·la central de la fruita i es pot desenvolupar en diferents tipus de cítrics. Les lesions, que no sempre són visibles, apareixen com petits punts marrons o negres a l’extrem del pecíol. Aquesta malaltia tendeix a desenvolupar-se durant l’emmagatzematge de la fruita i es presenta esporàdicament en els conreus.
La taca marró produïda per alternària en les mandarines afecta tant el fruit com les fulles de l’arbre, provocant la seva caiguda prematura. Les fulles joves mostren taques necròtiques de color marró i forma arrodonida, envoltades per un halo groc. Aquestes taques tendeixen a seguir les venes de la fulla, donant-los una forma semblant a un ull.

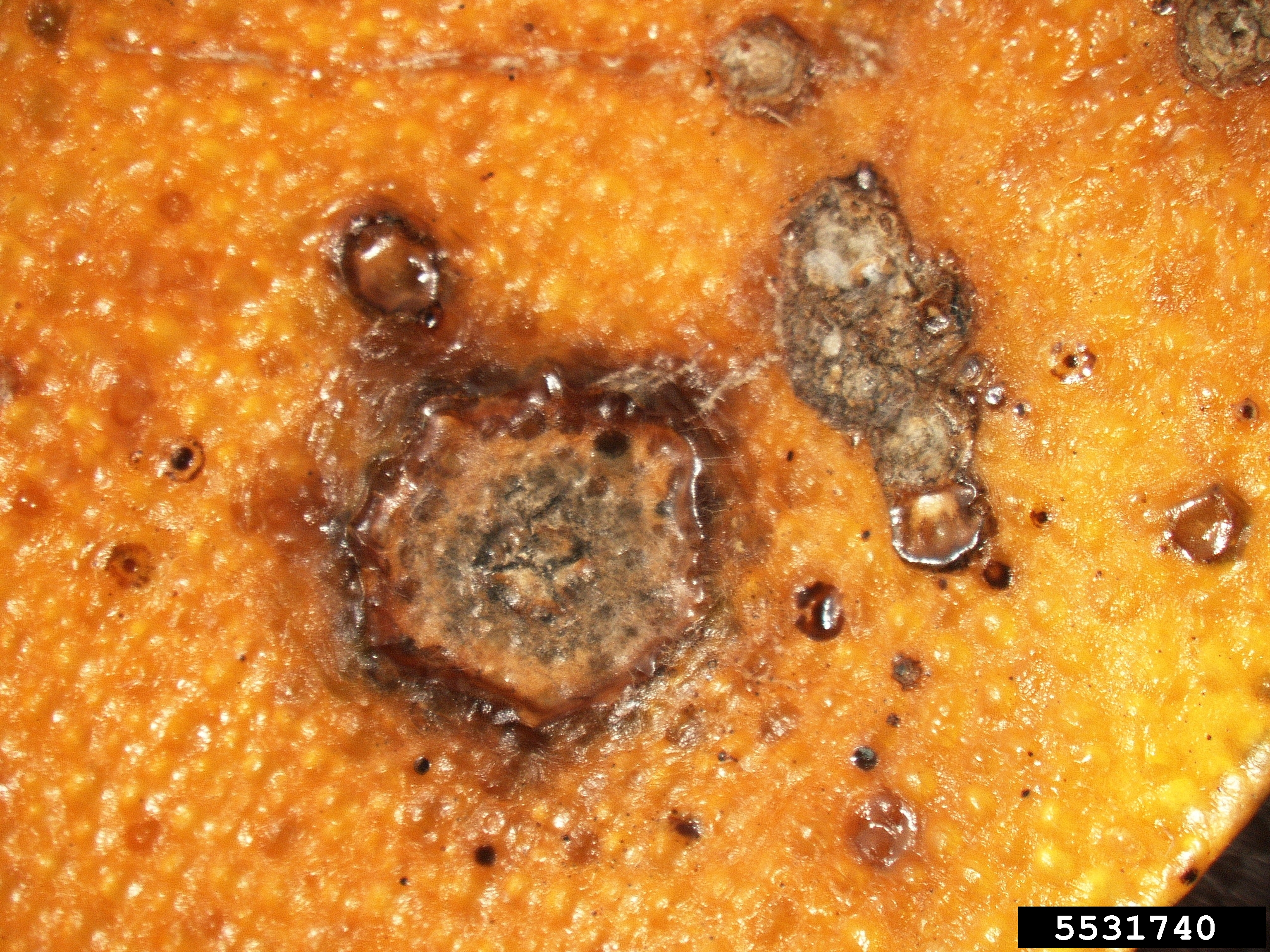
Taronja infectada per Alternaria, amb una taca fosca externa i podridura negra al centre de la polpa, signe típic d'infecció per aquest fong en cítrics.

La taca foliar en llimoner rugós afecta només aquest tipus de llimona i la varietat de llima Rangpur. Les lesions foliar són molt similars a les taques marrons de les mandarines. Finalment, la taca foliar general dels cítrics és una malaltia que afecta principalment la llima mexicana, causant petites coloracions que desapareixen quan el fruit madura. També es troba en pomelos, taronges de navel i llimes de Tahití, tot i que rarament provoca danys significatius.
En 2024, la Junta d'Andalusia ha emès una alerta de alt risc d'alternària en cítrics, especialment en mandariners, a causa de les pluges de l'octubre del mateix any i les temperatures suaus d'aquest període. Per això, es recomana un seguiment constant i aplicar mesures preventives com el control de la poda i una adequada fertilització.

### Pomers i pereres
La podridura provocada per A. mali és una malaltia greu que afecta els pomers. Les lesions apareixen a les fulles a finals de la primavera o a principis d’estiu, en forma de taques petites, rodones i marrons, que augmenten de mida adquirint una forma d’ull de granota. Quan les lesions es desenvolupen en els pecíols, les fulles es tornen grogues i es pot produir fins a un 50% de defoliació en arbres no tractats amb fungicides. En canvi, les lesions en els fruits són poc freqüents.
A. alternata i A. tenuissima causen la podridura de les pomes. La infecció pot produir-se tant abans com després de la collita i es caracteritza pel creixement fúngic en els lòbuls on es troben les llavors. En l’arbre, la colonització es produeix a través de lesions en el fruit, que pot enfosquir-se i caure prematurament. No obstant això, després de la collita, el fong penetra en els fruits quan aquests s'immergeixen en aigua contaminada en les instal·lacions de manipulació.
A. alternata també afecta les pereres, principalment les varietats Nijisseiki i Ya Li, originàries del Japó i la Xina, respectivament. La malaltia es desenvolupa principalment en fulles i fruits. Les lesions comencen apareixent com petites taques negres a les fulles, que cauen prematurament en cas d’infeccions greus. En els fruits, les lesions són més grans, causant esquerdes i la caiguda del fruit de l’arbre.

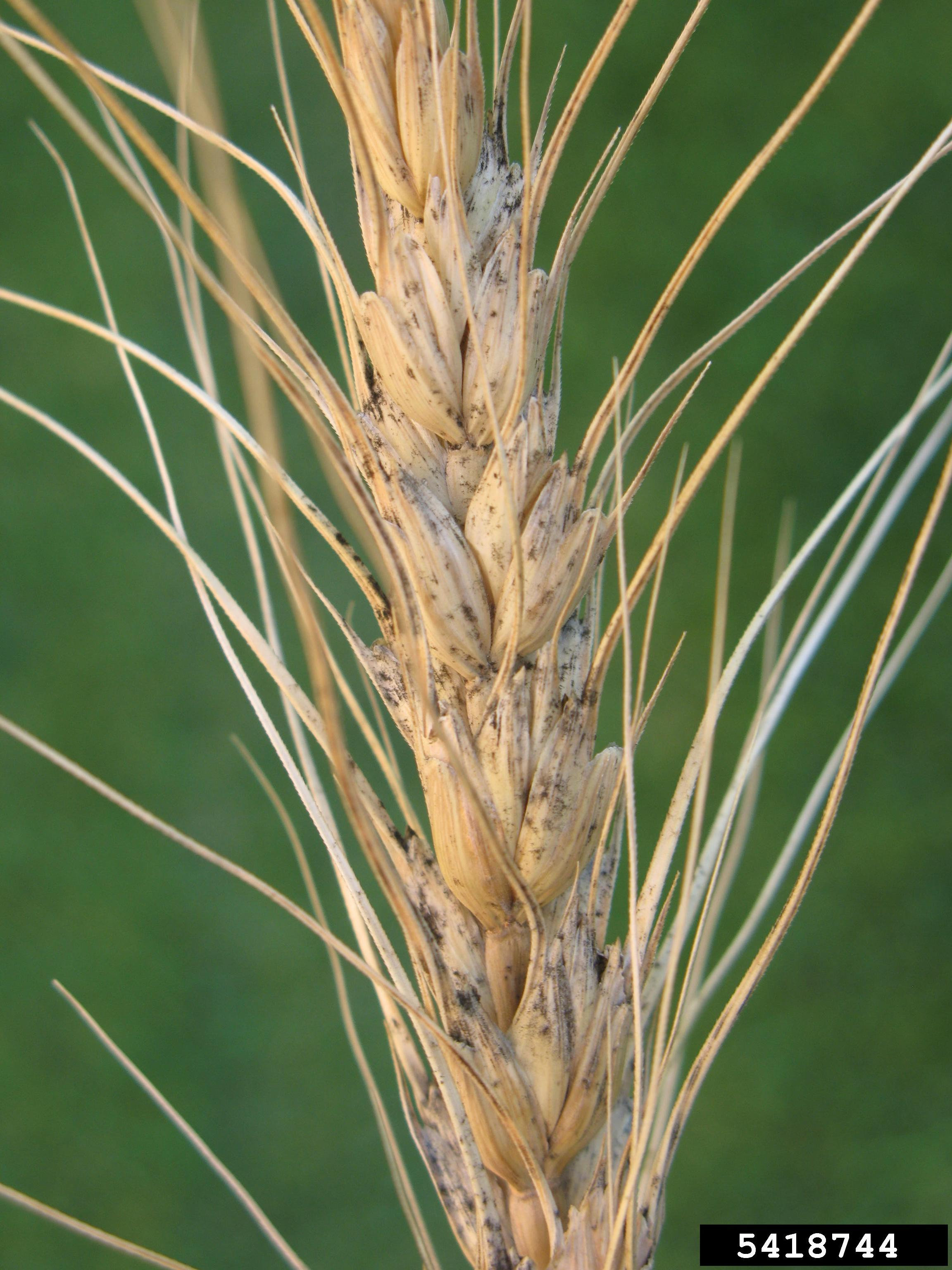
Signes d'infecció de la taca negra en blat causat per Alternaria

### Grans de cereal
Es registren i publiquen contínuament informes sobre les principals malalties causades per alternària en cereals en tot el món, entre les quals destaquen la punta negra i la taca negra. Ambdues malalties afecten principalment cultius d'ordi i blat.
La punta negra causa decoloració al germen i la llavor a causa del creixement fúngic, la qual cosa impacta negativament en la qualitat del gra. D'altra banda, la taca negra provoca lesions foliars i a les espigues, debilitant-la i afectant-ne el creixement.
Nombrosos estudis han demostrat una alta prevalença d'alternària als cereals, que indiquen fins a un 90% de grans afectats en certs cultius. Les espècies A. triticina i A. infectoria són les principals responsables d'aquestes malalties i generen grans pèrdues econòmiques.

### Fruits secs
El cultiu de festuc es veu afectat per la taca tardana causada per A. alternata, A. arborescens i A. tenuissima, que afecten tant les fulles com els fruits. A les fulles, la infecció es presenta, generalment a la primavera i l’estiu, en forma de petites taques rodones amb el centre negre i envoltades per un halo groc, principalment a l’envés de la fulla. A l’inici de la maduració dels fruits, aquestes taques colonitzen gairebé tota la superfície de les fulles i poden provocar la defoliació completa de l’arbre quan les condicions ambientals són òptimes.
En el fruit, la malaltia es manifesta amb el desenvolupament de petites taques necròtiques a la closca del fruit immadur. A mesura que el fruit es desenvolupa, les lesions envaeixen la part interna de la closca i arriben fins al fruit sec, causant coloracions indesitjades que redueixen la seva qualitat.
Altres fruits secs en què s'ha detectat aquesta malaltia són les ametlles, les nous i les avellanes. En el cas de les ametlles, Alternaria afecta principalment les fulles, provocant freqüentment el seu assecat complet. Tanmateix, en el cas de les nous i avellanes, provoca la caiguda prematura dels fruits, amb pèrdues que poden arribar fins al 30% de la producció.

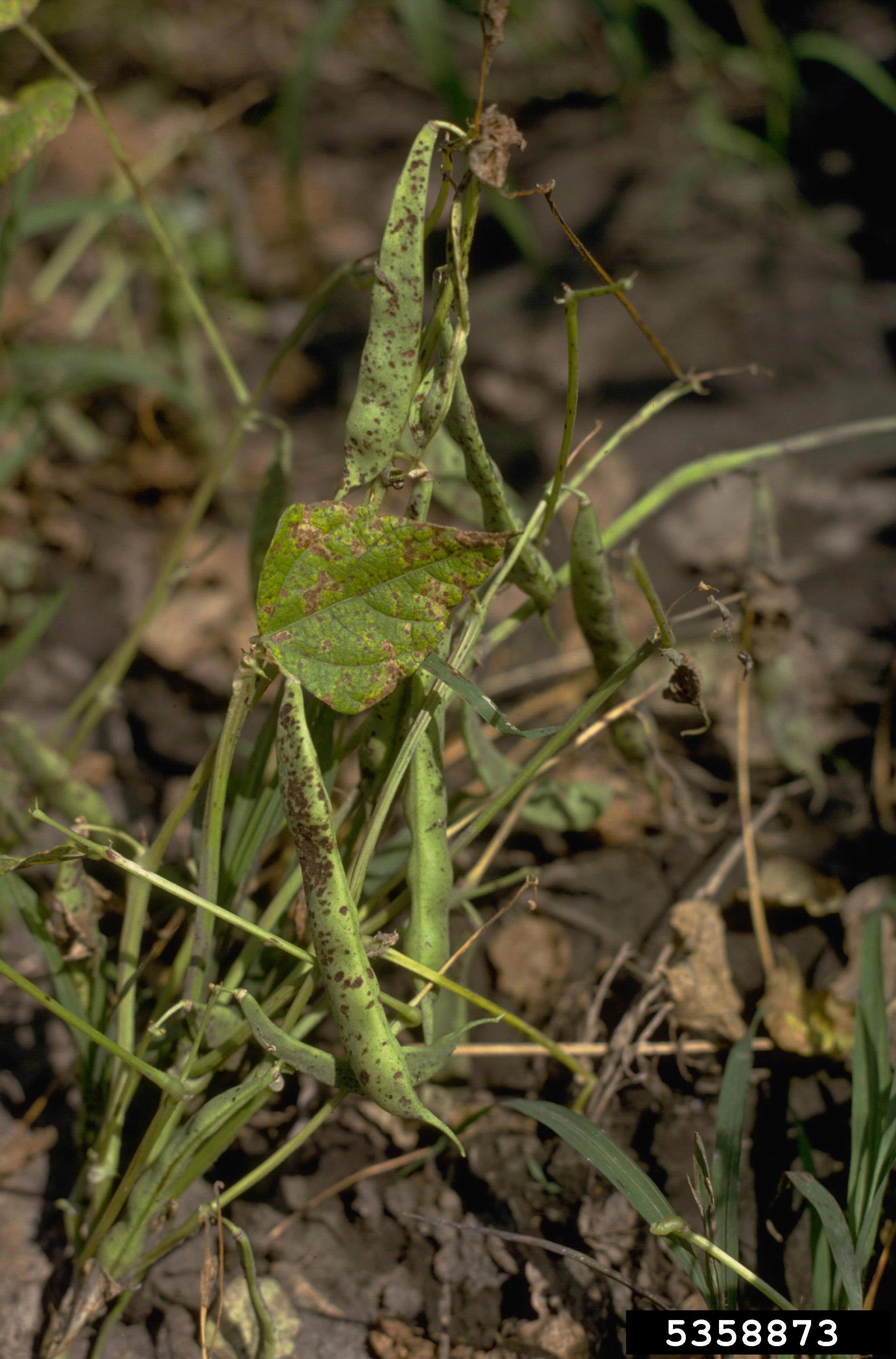
Signes d'infecció a una mongetera per A. alternata

### Lleguminoses
La taca marró en lleguminoses es produeix en cultius de soja, pèsols, mongetes, cigrons i cacauets. La infecció pot donar-se durant totes les etapes del desenvolupament de la planta, tot i que hi ha una major incidència durant la senescència dels cultius. Les lesions a les fulles comencen com petites taques marrons de mida irregular, que s'uneixen per formar zones necròtiques i, en ocasions, poden provocar la defoliació completa de la planta. A les beines i llavors, es produeix un enfosquiment de la superfície degut al desenvolupament del miceli.
A. alternata és l’espècie principalment relacionada amb la taca en lleguminoses; tanmateix, també s'ha descrit la presència de A. tenuissima, A. brassicae, A. brassicicola, A. brasiliensis i A. arahidis.

## Estratègies de defensa davantAlternaria
Les plantes desenvolupen diversos mecanismes de defensa davant la infecció per fongs com l'alternària, que inclouen la immunitat innata, desencadenada per la percepció de patrons moleculars associats a patògens (PAMPs), i la resposta de defensa basada en efectors (ETI). Les hormones com l'àcid jasmònic (JA) i l'àcid salicílic (SA) juguen un paper clau en la modulació de la resposta immune de les plantes. L'àcid jasmònic (JA) està associat amb la resposta a les ferides i l'activació de defenses contra patògens necrotròfics com Alternària, mentre que l'àcid salicílic (SA) és més rellevant en la defensa contra patògens biotròfics. La interacció entre aquestes vies hormonals determina la resistència o susceptibilitat de la planta davant l'atac del fong, ja que l'equilibri i la coordinació entre ambdues respostes defineixen l'efectivitat de la defensa.
Per controlar i reduir els danys causats per alternària', s'han creat diverses estratègies. Entre les més innovadores hi ha l'ús de la transgènia, per introduir gens de resistència, el silenciament de gens mitjançant ARN d'interferència (RNAi) i la creació de microARN artificial capaços de modular l'expressió de gens clau per a la defensa. També s'ha utilitzat l'edició genètica amb CRISPR/Cas9 per desenvolupar plantes amb major resistència a les malalties causades per Alternària.
La unió d'aquestes tècniques modernes amb pràctiques agrícoles tradicionals i l'ús de fongs antagonistes biocontroladors permet un enfocament de control més sostenible i eficient. Els biocontroladors poden inhibir el creixement d'Alternària mitjançant la competició per espai i nutrients o per la producció de substàncies antifúngiques, aquests mètodes combinats poden augmentar la resiliència de les plantes i reduir la dependència de fungicides químics, ajudant així a una producció agrícola més segura i sostenible.

## Regulació de micotoxines d'alternària en aliments
La presència de micotoxines d'alternària en aliments i pinsos pot donar lloc a efectes tòxics acumulatius sobretot en animals de granja. Això no només afecta a la salut i el rendiment dels animals, sinó que també implica un possible risc per a la seguretat alimentària humana. Estudis recents suggereixen que la ingestió constant de pinsos contaminats podria portar a l'acumulació d'aquestes toxines en els teixits animals, i així transferir-se a productes derivats d'origen animal, com ara carn, llet i ous, augmentat l'exposició en consumidors humans.
La Recomanació (UE) 2022/553 estableix nivells màxims indicatius de toxines d'alternària en diversos aliments (tabla1). Aquests nivells serveixen com a referència per investigar la causa de la presència d’aquestes toxines i no són valors de seguretat alimentària.
| Aliment                                               | Alternariol (AOH) ({\displaystyle \mu }g/kg) | Alternariol monometilèter (AME) ({\displaystyle \mu }g/kg) | Àcid teunazònic (TeA) ({\displaystyle \mu }g/kg) |
| ----------------------------------------------------- | -------------------------------------------- | ---------------------------------------------------------- | ------------------------------------------------ |
| Productes de tomàquet processat                       | 10                                           | 5                                                          | 500                                              |
| Pols de pebre vermell                                 | -                                            | -                                                          | 10.000                                           |
| Llavors de sèsam                                      | 30                                           | 30                                                         | 100                                              |
| Llavors de gira-sol                                   | 30                                           | 30                                                         | 1.000                                            |
| Oli de gira-sol                                       | 10                                           | 10                                                         | 100                                              |
| Fruits secs                                           | -                                            | -                                                          | 100                                              |
| Figues seques                                         | -                                            | -                                                          | 1000                                             |
| Aliments a base de cereals per a nadons i nens petits | 2                                            | 2                                                          | 500                                              |

Per prevenir el creixement de fongs i altres problemes relacionats amb la humitat, és fonamental emmagatzemar els productes d'origen vegetal o animal, com ara aliments, residus orgànics, fusta i cereals, en un entorn sec i ben ventilat. Aquestes condicions ajuden a mantenir els materials lluny de la humitat, reduint el risc de proliferació d'aquest microorganismes que poden comprometre tant la qualitat com la seguretat dels productes.

## Detecció i control de micotoxines d'alternària
Diversos estudis han detectat la presència de toxines d'alternària en aliments com tomàquets, pomes, raïm i altres fruites i verdures. Aquests compostos poden persistir en els productes transformats, com sucs de fruita i purés, la qual cosa augmenta el risc d'exposició per part dels consumidors. La toxicitat d'aquestes toxines inclou efectes genotòxics, mutàgens i, en alguns casos, possibles efectes cancerígens, per això, és de gran importància la seva detecció.
La detecció microbiològica de les micotoxines d'alternària empra diverses tècniques analítiques com els mètodes de cromatografía líquida (LC) amb un procés de preparació de mostra anomenat extracció en fase sòlida (SPE) són els més adequats per determinar-les en gran varietat de mostres. Dins dels mètodes LC, els mètodes de cromatografia líquida acoblada a espectrometria de masses (LC-MS) són els més recomanats, ja que permeten analitzar de manera fiable un àmplia gamma de toxines d'Alternària. També es poden utilitzar mètodes LC acoblada a espectrometria ultraviolada (LC-UV(-DAD)) o acoblada a fluorescència (LC-FL), tot i que la gamma és més reduïda, però inclou almenys aquelles toxines recomanades.

## Efectes sobre la salut
Entre els microorganismes ambientals, els fongs són una causa menys freqüent de malaltia clínica en comparació amb els virus i els bacteris. No obstant això, la infecció micòtica és més sovint la causa de malaltia greu, a causa de la major dificultat per reconèixer-la i tractar-la, sobretot en l'entorn hospitalari i/o pacients immunocompremesos. En aquest sentit, moltes malalties humanes també les causa aquest gènere afectant la pell, la membrana mucosa i fins i tot els globus oculars i el tracte respiratori. A més, les espores són un al·lergen comú, provocant rinitis, asma i altres trastorns respiratoris en persones sensibles.

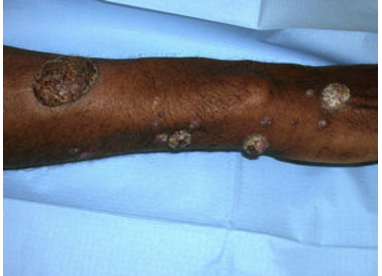
Braç d'una persona trasplantada renal amb múltiples nòduls cutanis afectada per feohifomicosi causada per Alternaria infectoria.

### Infecció en humans
La feohifomicosi és una infecció fúngica causada principalment per espècies com Alternaria alternata, A. infectoria i A. tenuissima. Aquestes infeccions són habitualment superficials i afecten principalment persones immunocompromeses, especialment aquells que han rebut un trasplantament d'òrgans. En la seva forma més comuna, les lesions apareixen com plaques de color bru-rogenc, papulonodulars, pustuloses o ulcerocostroses en zones exposades del cos, com cames, braços o peus. En casos més rars, les infeccions poden ser sistèmiques, afectant òrgans interns com el cervell, provocant encefalitis.
Encara que les infeccions cutànies són més comunes en persones amb un sistema immunitari debilitat, també s'han reportat casos en individus immunocompetents, especialment aquells exposats a traumes o cirurgies oculars, com és el cas de la queratomicosi i endoftalmitis associades a A. alternata i A. infectoria. El diagnòstic d'aquestes infeccions sol requerir un enfocament multidisciplinari que inclou estudis clínics, histopatològics i microbiològics. En pacients immunocompromesos, els tractaments inclouen antifúngics com l'itraconazol, anfotericina B, voriconazol i posaconazol, tot i que la resposta pot variar segons el cas i la localització de les lesions.

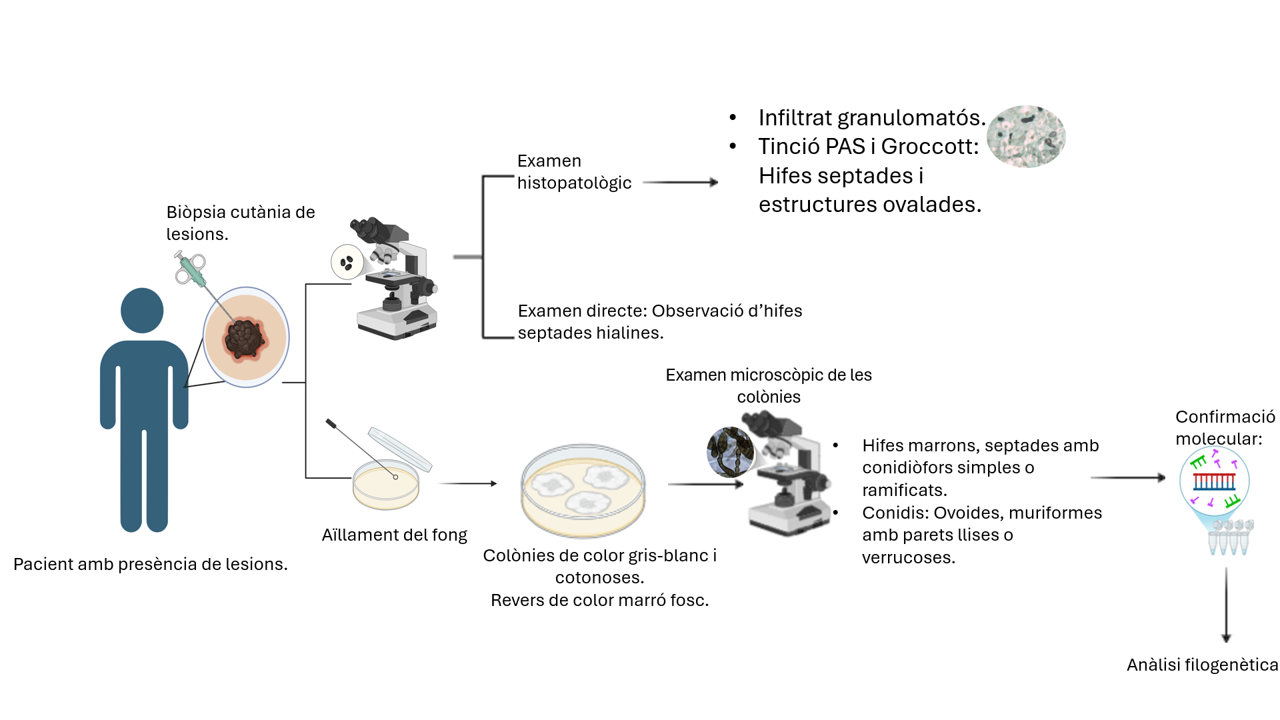
Esquema detallat del procés de diagnòstic, que inclou: biòpsia cutània amb anàlisi histopatològica i examen directe, aïllament del fong, examen microscòpic de les colònies, confirmació molecular per PCR i anàlisi filogenètica per identificar l'espècie.

### Alternària i al·lèrgies
Les al·lèrgies per fongs són la tercera causa més freqüent de malalties respiratòries i estan estretament relacionades amb diagnòstics erronis d'asma. Els al·lergògens d'Alternaria spp., especialment d'A. alternata, poden ser espores o fragments fúngics i són dels més prevalents en els diagnòstics de sensibilització, és a dir, en el diagnòstic d'al·lèrgies. Les espores, principal causa de les al·lèrgies, solen ser aerotransportades en aire sec i càlid, especialment durant l'estiu. La concentració d'espores pot superar fins a 1.000 vegades la concentració del pol·len. Els nivells més alts d'espores s'assoleixen entre la primavera i la tardor, cosa que es correlaciona amb informes mèdics de pacients asmàtics sensibles a A. alternata. Les espores es poden trobar tant en ambients exteriors com interiors, de manera que l'exposició a al·lergògens fúngics pot durar mesos. A més, els símptomes es poden confondre amb altres al·lergògens com el pol·len, els àcars i l'epiteli animal. Tot i que la prevalença real de la sensibilització fúngica no està ben establerta, s'estima que entre el 3% i el 10% de la població mundial és sensible als fongs. Segons algunes investigacions, la concentració necessària d'Alternaria spp. per provocar símptomes al·lèrgics és de 100 espores/m³, mentre que per a altres espècies, com les del gènere Cladosporium, calen 3.000 espores/m³.
Els al·lergògens, en aquest cas antígens no patògens, desencadenen una resposta immune d'hipersensibilitat. Les reaccions al·lèrgiques estan mediades per anticossos IgE dirigits principalment contra els epítops de proteïnes com l'Alt a 1. En A. alternata, s'han identificat i purificat fins ara 17 proteïnes reactives d'IgE; 12 d'elles han estat acceptades pel Subcomitè de Nomenclatura d'Al·lergògens de l'OMS/IUIS, mentre que 5 més es troben a la base de dades d'Allergome, on continuen sent estudiades. Alt a 1, una proteïna al·lergògena específica d'A. alternata, està present en més del 80% dels diagnòstics d'al·lèrgia per Alternaria. Es creu que aquesta proteïna està implicada en la germinació de les espores, ja que es troba de manera predominant a la paret cel·lular de les espores i en processos d'infecció vegetal. A més, la sensibilització a A. alternata pot actuar com a desencadenant per al desenvolupament de co-sensibilitzacions a altres fonts d'al·lergògens i pot agreujar els símptomes al·lèrgics, incloses les al·lèrgies alimentàries, cosa que dificulta el diagnòstic. 

Els mètodes avançats, com el diagnòstic resolt per components (CRD), permeten identificar sensibilitats específiques, com la de la proteïna Alt a 1 en persones al·lèrgiques a Alternaria. Pel que fa al tractament, la immunoteràpia amb extractes estandarditzats d'Alternaria ha demostrat ser efectiva per reduir els símptomes i els nivells d'IgE, augmentant la IgG. Tot i això, els fongs són més complexos i menys ben tolerats, amb un major risc d'hipersensibilització exagerada i anafilaxi en comparació amb altres agents al·lergògens, per la qual cosa es necessiten més estudis per avaluar-ne l'eficàcia i la seguretat a llarg termini.

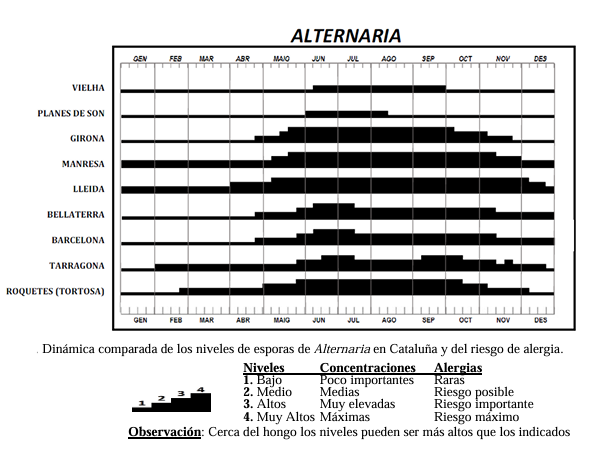
Dinàmica comparada dels nivells d'espores d'alternària a Catalunya i del risc d'al·lèrgia. Punt d'Informació Aerobiològica (PIA) de la Universitat Autònoma de Barcelona (UAB), corresponents a l'any 2022.

Dades proporcionades pel Punt d'Informació Aerobiològica de Catalunya (PIA) mostren la concentració d’espores d’alternària en diverses zones de Catalunya al llarg de l’any. Les bandes negres de la gràfica representen la densitat d’espores: com més ampla és la banda, més alta és la concentració. Es destaca que entre els mesos de maig i setembre es registren les concentracions més elevades, coincidint amb un augment significatiu del risc d’al·lèrgia associat a aquestes espores. Aquest patró és especialment rellevant per a les persones al·lèrgiques, ja que els nivells màxims es registren durant els mesos estivals, incrementant el risc de presentar simptomatologia al·lèrgica en aquestes zones.